# Mesen

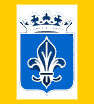
Mesens vapen

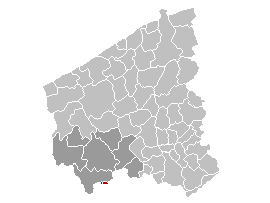
Mesens läge inom provinsen Västflandern

Mesen (franska: Messines) är en kommun i den belgiska provinsen Västflandern. Kommunen består enbart av staden Mesen. Den 1 januari 2005 hade Mesen en folkmängd om 988. Totalarealen är 3,58 km2 vilket ger en befolkningstäthet på 272 invånare per km2.
Mesen är Belgiens minsta stad.

## Krigshistoria
Slaget om Messines var ett brittiskt 17 dagar långt artilleribombardemang av tyska positioner under det första världskriget. Efter bombardemanget följde en storskalig attack. Slaget började den 21 maj 1917 vid Mesen (på många äldre kartor kallas Mesen för Messines). Slaget inträffade strax före det tredje slaget vid Ypern.